# 李广田
李广田（1906年10月1日—1968年11月2日），字洗岑，曾用笔名黎地、曦晨等，山东邹平人，中国詩人、散文家、文學批評家。1929年入北京大学外语系预科，并结识本系同学卞之琳和哲学系的何其芳。后出版三人诗合集《汉园集》，被人称为“汉园三诗人”。

## 生平
李廣田出身農家。民國14年，考入山東省立師範大學，開始接觸現代思潮，加入中国共產主義青年團。1930年入北京大學就讀英文系，學習英、法文，並向周作人學日文，開始新詩和散文的寫作，周作人曾讚他是「賣文苦學的好青年」。同學當中，李廣田與何其芳、卞之琳最親近，志同道合，交遊繁密。1937年7月抗日战争全面爆發，轉任西南聯大（由清華、北大、南開組成），與朱自清、聞一多結識，彼此友誼甚篤。文學創作更趨活躍。
1957年，升任雲南大學校長。1962年以後轉向研究中國少數民族文學之整理、成績卓著、曾出版彝族撒尼人長篇敘事詩《阿詩瑪》，為一向缺少長詩的中國詩壇，開闢了新領域。這部常詩後來還在李廣田的顧問指導之下拍成電影，廣受歡迎。1968年11月，“四人幫”大鬧雲南大學，62歲的李廣田被紅小兵污辱及毆打，悲憤之餘，和太太於雲南大學“翠湖”投水自盡，死時直立水中。

## 文學
李廣田著述甚豐，他的重要作品為大量的散文，文風淳樸無華，親切感人，受英國大自然派散文家影響很大，富鄉土風味。詩歌創作，除渾厚有力的風格外，也有比較婉約的作品，透著一種淡淡的愁緒。這類唯美之作，並不在何其芳、卞之琳之下，而對於五零年代以後鄭愁予抒情風格的師承，也可以找到一些源頭。
李廣田用了很多筆墨，描寫故鄉山東的風物，和他自己早年的生活。他長於刻劃人物，筆下一些平凡甚至卑微的人物，都有個性和特徵，所寫的多是一些在舊社會受折磨和沒有出路的人，文風自然渾厚，於親切中帶憂鬱。

## 主要作品
- 《汉园集》（1934年）
- 《画廊集》（1935年）
- 《银狐集》（1935年）
- 《春城集》（1958年）

為人熟知的散文包括《花潮》《悲哀的玩具》等，而其作品《花潮》（1962年）曾經為香港中學會考中國語文科的課本文章之一。